# Igai (dinosaure)
Pour l’article homonyme, voir Igai.
Igai semkhu
Genre
Espèce
Igai est un genre fossile de dinosaures sauropodes de la famille des titanosaures ayant vécu il y a 75 Ma (Crétacé supérieur). Il n'est représenté que par son espèce type, Igai semkhu, découverte en 2023 en Égypte dans l'oasis d'Al-Kharga ce qui fait de lui le second titanosaure découvert dans le pays avec Mansourasaurus shahinae identifié en 2018. 

## Classification
Le genre Igai et l'espèce Igai semkhu ont été décrits en 2023 par Eric Gorscak (d), Matthew Carl Lamanna (d), Daniela Schwarz (d), Verónica Díez Díaz (d), Belal S. Salem (d), Hesham M. Sallam (d) et Wiechmann (d).

### Étymologie
Le nom générique, Igai, reprend le nom de l'énigmatique « seigneur de l'oasis » vénéré par les habitants des oasis égyptiennes d'Ad-Dakhla et Al-Kharga.
Son épithète spécifique, semkhu, signifie « l'oublié » et dérive de l'ancien terme égyptien semekh, « oublier ».

## Description
Il mesurait entre 10 et 15 mètres de longueur d'après les cinq vertèbres dorsales découvertes.

### Publication originale
- [2023] (en) Eric Gorscak, Matthew C. Lamanna, Daniela Schwarz, Verónica Díez Díaz, Belal S. Salem, Hesham M. Sallam et Marc Filip Wiechmann, « A new titanosaurian (Dinosauria: Sauropoda) from the Upper Cretaceous (Campanian) Quseir Formation of the Kharga Oasis, Egypt », Journal of Vertebrate Paleontology, États-Unis, no e2199810,‎ 20 juillet 2023, p. 1-30 (ISSN 0272-4634, e-ISSN 1937-2809, lire en ligne, consulté le 22 septembre 2023). .